# 山口蛍
山口 蛍（やまぐち ほたる、1990年10月6日 - ）は、三重県名張市出身のプロサッカー選手。Jリーグ・V・ファーレン長崎所属。ポジションはミッドフィールダー（守備的ミッドフィールダー）。元日本代表。
2013シーズンまでの登録漢字表記は「山口 螢」。2014 FIFAワールドカップ、2018 FIFAワールドカップ出場者。

## クラブ経歴

### プロ入り前
1990年、三重県名張市赤目に次男として誕生。「どんな暗闇でも明るい光を放ち続けられますように」という願いを込めて『螢』と名付けられた。
小学校3年生の時に父の影響でサッカーを始め、主にトップ下を担当。中学校進学に際しセレッソ大阪、ガンバ大阪、京都サンガF.C.の3クラブの入団テストを受け、テスト当日に合格の通知をくれたセレッソ大阪U-15へ入団した。
中学時代は電車で片道2時間かけて練習場まで通う日々を送り、1年生の終わりにはJFAエリートプログラムの1期生に選出された。2006年、セレッソ大阪U-18へ昇格。2008年、チームの主将に就任。JFAプリンスリーグU-18関西で優勝を飾り、自身もリーグMVPに選出された。

### セレッソ大阪
2009年、丸橋祐介とともにトップチームへ昇格。同年5月13日から3か月間、ブラジル全国選手権セリエAのSEパルメイラスに留学した。
2011年、前年は出場機会に恵まれなかったものの、この年はボランチのポジションで徐々に出場機会を増やし、J1第24節浦和レッズ戦で公式戦初得点を記録。
2012年、開幕からレギュラーを掴む。同年、キム・ボギョン、清武弘嗣といった主力の相次ぐ移籍もあってクラブは下位に低迷したが、ファビオ・シンプリシオの加入後は攻撃的ミッドフィールダーとしても起用されるなどユーティリティな活躍を見せ、リーグ戦30試合に出場した。
2013年、自身初のリーグ戦全34試合に出場。また、この年初めて日本代表に選出され、シーズン終了後にJリーグベストイレブンに初めて選ばれた。
2014年シーズンから名前の登録漢字表記を、山口螢から山口蛍に変更。契約更改時に志願し、キャプテンに就任した。8月9日の第19節・FC東京戦で負傷退場。右膝外側半月板損傷と診断され、戦列を離れた。結局、山口は最終節まで復帰できず、C大阪は17位でリーグを終え、J2降格となった。シーズンオフには海外クラブへの移籍も視野に動いたが上手くいかず、国内他クラブからの誘いがある中でC大阪残留を決めた。
2015年シーズン、キャプテンとしてチームをけん引するも、C大阪はJ2リーグ4位で終え、J1昇格プレーオフ決勝でアビスパ福岡に敗れ、1年でのJ1復帰を逃した。

### ハノーファー96
2015年12月21日、ドイツ・ブンデスリーガのハノーファー96への完全移籍が発表された。背番号は16番。チームはダントツの最下位だった。2016年1月30日、ブンデスリーガ第19節バイエル・レバークーゼン戦でブンデスリーガ初出場。しかし、3月の代表戦で鼻、眼窩底を骨折。その怪我の影響で試合には出場出来ず、シーズン6試合の出場にとどまり、チームは降格となった。起用ポジションは本職のボランチではなく、右サイドハーフだった。

### セレッソ大阪復帰
2016年6月19日、半年でセレッソ大阪への復帰が発表された。古巣復帰にあたって「育ったクラブを離れてみて、セレッソに対する思いが想像以上に強くなった」と自身の公式ブログにて心境をつづった。また、翌日の6月20日の復帰会見では「残りのサッカー人生を全てこのクラブとともに歩んでいきたい。プレーで返していくしかない」とでファンやクラブへの恩返しを誓った。9月にはアシスト数がリーグ内1位タイとなる2本、パス数が2位（261本）、インターセプト数が4位タイなど同月に行われた試合で3連勝に貢献し、J2リーグ月間MVPに選出された。J2の舞台で奮闘しプレーオフでJ1昇格を決めた。2017年シーズンから育成出身者としては初の背番号10番を背負い、レギュラーとして32試合に出場。クラブ初タイトルとなったルヴァンカップと天皇杯優勝に貢献。また、リーグ最多のインターセプト数を記録し、リーグ3位とクラブ史上最高勝ち点を記録するなど背番号10にふさわしい活躍で歴史的なシーズンを支えた。また、自身2度目となるJリーグベストイレブンに選出された。2018年1月22日 キャプテンの就任が発表された。また、背番号を清武弘嗣に10番を譲り、海外移籍前と同じ6番に変更した。このシーズンもレギュラーとして33試合に出場。また、チームの上位争いをした翌年に残留争いをするというジンクスを消滅させた。ホーム最終戦の後に行われたセレモニーでは、解任が決定した尹晶煥監督を思い涙を流した。

### ヴィッセル神戸
2019年より、リーグ優勝とACL優勝を本気で目指すという目標に共感し、ヴィッセル神戸へ完全移籍（その後、目標通りリーグ優勝は達成した）。メディアによると年俸1億円超の3年契約で総額4億円超の契約となった。背番号はセレッソ時代に付け愛着のあった6番ではなく5番を着用。理由は「『6』だったらセレッソのイメージが強くあるから。環境を全て変えて神戸に来たから、そこにとらわれなくていいかなと思った」と話している。開幕戦から古巣・セレッソ大阪とヤンマースタジアム長居にて対戦しスタメンで出場した。チケットは完売で4万人以上の観衆が集まった。C大阪で絶対的な存在だったことなどからボールを触るたびに古巣のサポーターから大ブーイングを受けたが、試合後にセレッソのゴール裏へ挨拶したときは、ブーイングのち拍手とコールで迎えられた。インタビューでは「ボールを触るたびにブーイングだったので、そこは少し複雑な心境でしたけど、ブーイングされることも理解している。仕方ないと思う。サポーターにはいい思い出しかないし、感謝していることばかりなので、ブーイングがあったからどう、ということはないですね。サポーターも含めて、変わらず、ずっと好きだと思います」と答えた。3月にはチームメイトの西大伍とともに日本代表復帰を果たした。また、ヴィッセル神戸から日本代表が選出されるのは5年ぶりとなった。リーグ戦中盤から副主将に抜てきされ、ピッチでも定位置の中盤から1列前でプレー。この起用により攻撃参加が増え、リーグ戦、ルヴァン杯、天皇杯と全ての大会で得点を挙げた（この年に行われた代表戦でも得点を挙げている）。リーグ戦全試合フル出場を果たし、インターセプト数はリーグ最多を記録。チームは翌年1月1日に行われた天皇杯で優勝し、クラブ初タイトル獲得に貢献した。
2020年シーズン最初の試合となる2月8日に行われたFUJI XEROX SUPER CUP・横浜FM戦では、勝ち越しとなる得点を挙げるも3-3でPK戦に突入。そのPK戦では、横浜FMの3人目が外すとそのまま9人連続でPK失敗するというサッカー史上稀に見る異常事態となったが、7人目の山口が決めて、クラブ2つ目のタイトル獲得に貢献した。リーグ戦全34試合、ルヴァン杯1試合、ACLでは初戦のジョホール・ダルル・タクジムFC戦以外全試合に出場。また、ジョホール・ダルル・タクジム戦が後に無効試合となったため、新型コロナウイルスの影響で過密日程になった中で神戸の公式戦全試合出場を果たした。このシーズンもリーグ戦やACLなどアンドレス・イニエスタが不在時にはキャプテンとしてプレー。ACL準決勝の蔚山現代FC戦でもキャプテンとしてプレーし得点を挙げるもチームは敗れた。敗れたもののクラブ初の国際大会でベスト4進出に貢献した。個人としては2年連続でJリーグ優秀選手賞に選出され、リーグ戦全34試合無警告で自身初となるフェアプレー個人賞も受賞した。
2021年シーズンもレギュラーとして試合に出場し続けるも、9月5日に行われた第24節・広島戦で負傷交代。この怪我の影響でチームから離脱し、昨シーズンから続いた神戸での公式戦連続出場が途絶えた。11月3日に行われた第34節・仙台戦で途中出場から復帰を果たすと、出場から2分後に勝ち越しゴールを挙げた。怪我での離脱はあったものの、リーグ戦32試合5得点を記録し、ACL圏内で神戸のJ1最高順位となるリーグ3位に貢献。また、自身も3年連続でJリーグ優秀選手賞に選出された。
2022年シーズンは4月6日のJ1第7節・FC東京戦でシーズン初得点を挙げた。チームは開幕11試合勝利なしを記録するなど低迷したが、9月以降の連勝などで残留を決めた。J1第34節の横浜F・マリノス戦でリーグ通算300試合出場を達成した。
2023年シーズン、10月21日の鹿島戦までフル出場で試合に出続けるも、その後2試合を負傷のため欠場。J1リーグ優勝の懸かった11月25日の名古屋戦で後半13分から、5月に退団したアンドレス・イニエスタから引き継いだキャプテンマークを巻いて出場。チームは試合に勝利し、初のリーグ優勝。自身も初めてのリーグタイトルを獲得した。その後の取材では「セレッソは中学生の頃から育ててもらったクラブで、そこでトップにも上がって試合にも使ってもらって、日本代表にもなって…。そのチームから移籍するのって本当に、自分の中でも想像はしていなかったですし、ずっとそこにいるものだと思っていた。ただ、選手として、壁にぶつかるようなところもあった。その中で決断した移籍だった。神戸に毎年のようにすごい選手が入ってくるっていう中で一個人のプレーヤーとしてみても、僕自身のプレーの幅だったりとかいうものも伸ばすことができたと思う」と移籍後の心境も語った
。シーズン終了後に優秀選手賞を受賞し、自身3度目となるベストイレブンにも選出された。
2024年シーズンから背番号を5から「96」番に変更。愛犬の「クロ」にちなんで、96（クロ）とした。50番以上の番号が自由に付けられるようになった昨シーズンに番号を変更したかったが、間に合わずこのシーズンからの変更となった。シーズン途中までは絶対的レギュラーとして君臨しており、アウェーC大阪戦ではヨドコウ桜スタジアムでの2年連続となるゴールをあげる活躍をみせたが、夏場に怪我で離脱し、復帰直後に再離脱するなどシーズン後半は離脱期間が長くなった。その間に控えに甘んじていたMF井手口陽介が復調し、新加入の鍬先祐弥らが台頭する中で、復帰後も自身の出場機会は限られた。最終節終了後のファイナルセレモニーにて同シーズン限りでの主将辞任を表明した。

### Ｖ・ファーレン長崎
2025年シーズンからV・ファーレン長崎へ完全移籍を発表。

## 代表経歴
2010年、クラブでは出場機会に恵まれなかったが、各クラブの控えメンバーを中心としたU-21日本代表に選出され、広州アジア競技大会に出場。山村和也とダブルボランチを形成し、全試合に出場する活躍で、史上初の金メダル獲得に貢献した。
その後も関塚隆監督の寵愛を受け、レギュラーとしてロンドン五輪アジア予選を戦った。
ロンドン五輪アジア予選後、ロンドン五輪U-23サッカー日本代表に選出された。本大会では、主にクラブでチームメイトだった扇原貴宏とダブルボランチを形成。過密日程の中、全試合フル出場を果たし、メキシコ五輪以来44年ぶりのベスト4進出に貢献した。
2013年7月、東アジアカップ2013に出場する日本代表に初招集され、第1戦中国戦で国際Aマッチ初出場を果たした。同大会では全3試合に出場し、日本代表の大会初優勝に貢献し、自身も大会MVPに選出された。
2014年6月に開催された2014 FIFAワールドカップでは、初戦のコートジボワール戦、第2戦のギリシャ戦でスタメンで起用されたが、チームはグループリーグ敗退となった。グループリーグ終了後に国際サッカー連盟（FIFA）が発表した、公式分析システムで出場全選手736人のランキングを10点満点で発表し、山口は日本代表で本田圭佑に次いで2番目に評価が高かった。
2015年1月に開催されるAFCアジアカップ2015へ臨む日本代表の予備登録メンバーに選出されたが、本登録は叶わなかった。しかし、同年3月27日に行われたキリンチャレンジカップのチュニジア代表戦で代表復帰を果たした。8月5日の東アジアカップ2015第2戦・韓国戦で国際Aマッチ初得点を決めた。
2016年10月6日、W杯出場へ向けて重要な一戦であったロシアW杯最終予選のイラク戦では1-1で迎えたアディショナルタイムに決勝ゴールを決めた。また、この日は自身の誕生日でもあった。
2018年6月、ロシアワールドカップのメンバーに選出され、3試合に出場した。決勝トーナメント1回戦のベルギー戦では、途中出場で入るも後半残り1分のベルギーのカウンター攻撃からの失点場面での山口のディフェンス対応についてスポーツメディアなどで議論が起こった。これに関して「（山口は）ファウルしてでも止めるべきだった」という声にチームメイトの酒井宏樹は「蛍のところでファウルするのは無理でした」と番組で話している。
2019年11月に代表復帰したが、代表招集については「僕も、もういいです。長谷部さんほどのキャリアがあったらポンッと入っても与えるものがあると思う。僕はそこまでじゃないし、海外でも長くやっていない。若い選手も出てきてるんで大丈夫です。個人的にはクラブでしっかりやりたいという思いが強い」と話した。

## プレースタイル、人物、評価

### プレースタイル
豊富な運動量と抜群のボール奪取能力を持つ中盤のダイナモ。
フィジカルの強さを生かした対人守備を得意とし、タイトなマークと鋭い危険察知能力で相手のチャンスの芽を摘む守備職人であるが、ユース時代は背番号「10」を着けて攻撃的なポジションでプレーしており、パスの精度が高く、攻撃センスにも長けている。
セレッソ大阪時代に同じくボール奪取からの攻撃参加を武器とするタイプのソウザとボランチを組んだ際には「ソウザが自由にやるところがあるから、それをかなり見ながらポジショニングだったり上がるタイミングを考えていた、関係性としては良いバランスを取れたダブルボランチだったんじゃないかなと思う」などと話している。
ボランチとしてピッチに立っている時は、隣でコンビを組む選手にどれだけプレーしやすい環境を作ってあげられるかということを常に考えている。チームやチームメートのことを第一に考え、その上で勝利を手にするほうが充実感が得られるタイプである。

### 人物
動物が好きで、動物関係の仕事に興味を持っている。三重県名張市でおすすめする場所は赤目四十八滝。
サッカー人生において大きなポイントだった事は、2014年に右膝外側半月板損傷のケガを負った時。以前の自分に戻れるだろうかという不安をはじめ、いろいろなことを考えた。リハビリをしながらコンディションを整えていく中で、以前の自分よりもどれだけパワーアップして復帰できるかという部分を自分のテーマに掲げて乗り越えた。
コミュニケーションが非常に苦手であり、33歳の時にも「究極の人見知り」「初めて会った人と話をするのが本当に苦手ですし、顔を見ることもできません」と話した。

### 評価
2020年6月に那須大亮のYouTube内の企画で、元スペイン代表で神戸でチームメイトだったダビド・ビジャからJリーグで印象に残った日本人選手のMF部門に選ばれている。ビジャは「彼は才能にも恵まれており、フィジカル的なコンディションもいい。チームメートとしてたくさんプレーできて、僕にとっても光栄だった」「中盤の選手として必要なものを全て兼ね備えている」と山口を称賛している。2021年12月の取材においても、ダビド・ビジャから「正直、Jリーグで一番凄いと思った。今でも良いキャリアを過ごしていると思うけど、スペインでも素晴らしいキャリアを送られただろう。様々な数値が100％の、かなり複合的に完璧な選手だと評価できると思う」と絶賛された。

## 所属クラブ
- 2000年 - 2002年 箕曲ウエストSC（名張市立錦生小学校）
- 2003年 - 2005年 セレッソ大阪U-15（名張市立赤目中学校）
- 2006年 - 2008年 セレッソ大阪U-18（清明学院高等学校）
- 2009年 - 2015年  セレッソ大阪
- 2016年 - 同年6月  ハノーファー96
- 2016年6月 - 2018年  セレッソ大阪
- 2019年 - 2024年  ヴィッセル神戸
- 2025年 -  V・ファーレン長崎

## 個人成績
| 国内大会個人成績 | 国内大会個人成績 | 国内大会個人成績 | 国内大会個人成績 | 国内大会個人成績 | 国内大会個人成績 | 国内大会個人成績 | 国内大会個人成績 | 国内大会個人成績 | 国内大会個人成績 | 国内大会個人成績 | 国内大会個人成績 |
| 年度             | クラブ           | 背番号           | リーグ           | リーグ戦         | リーグ戦         | リーグ杯         | リーグ杯         | オープン杯       | オープン杯       | 期間通算         | 期間通算         |
| 年度             | クラブ           | 背番号           | リーグ           | 出場             | 得点             | 出場             | 得点             | 出場             | 得点             | 出場             | 得点             |
| 日本             | 日本             | 日本             | 日本             | リーグ戦         | リーグ戦         | リーグ杯         | リーグ杯         | 天皇杯           | 天皇杯           | 期間通算         | 期間通算         |
| ---------------- | ---------------- | ---------------- | ---------------- | ---------------- | ---------------- | ---------------- | ---------------- | ---------------- | ---------------- | ---------------- | ---------------- |
| 2009             | C大阪            | 26               | J2               | 3                | 0                | -                | -                | 0                | 0                | 3                | 0                |
| 2010             | C大阪            | 26               | J1               | 2                | 0                | 2                | 0                | 0                | 0                | 4                | 0                |
| 2011             | C大阪            | 6                | J1               | 17               | 1                | 0                | 0                | 4                | 0                | 21               | 1                |
| 2012             | C大阪            | 6                | J1               | 30               | 2                | 6                | 0                | 4                | 2                | 40               | 4                |
| 2013             | C大阪            | 6                | J1               | 34               | 6                | 8                | 1                | 0                | 0                | 42               | 7                |
| 2014             | C大阪            | 6                | J1               | 19               | 1                | 0                | 0                | 1                | 0                | 20               | 1                |
| 2015             | C大阪            | 6                | J2               | 35               | 1                | -                | -                | 0                | 0                | 35               | 1                |
| ドイツ           | ドイツ           | ドイツ           | ドイツ           | リーグ戦         | リーグ戦         | リーグ杯         | リーグ杯         | DFBポカール      | DFBポカール      | 期間通算         | 期間通算         |
| 2015-16          | ハノーファー     | 16               | ブンデス1部      | 6                | 0                | -                | -                | -                | -                | 6                | 0                |
| 日本             | 日本             | 日本             | 日本             | リーグ戦         | リーグ戦         | リーグ杯         | リーグ杯         | 天皇杯           | 天皇杯           | 期間通算         | 期間通算         |
| 2016             | C大阪            | 41               | J2               | 20               | 1                | -                | -                | 1                | 0                | 21               | 1                |
| 2017             | C大阪            | 10               | J1               | 32               | 2                | 2                | 0                | 5                | 1                | 39               | 3                |
| 2018             | C大阪            | 6                | J1               | 33               | 0                | 2                | 0                | 1                | 0                | 36               | 0                |
| 2019             | 神戸             | 5                | J1               | 34               | 3                | 2                | 1                | 5                | 2                | 41               | 6                |
| 2020             | 神戸             | 5                | J1               | 34               | 6                | 1                | 0                | -                | -                | 35               | 6                |
| 2021             | 神戸             | 5                | J1               | 32               | 5                | 8                | 1                | 3                | 0                | 43               | 6                |
| 2022             | 神戸             | 5                | J1               | 33               | 2                | 2                | 0                | 3                | 0                | 38               | 2                |
| 2023             | 神戸             | 5                | J1               | 32               | 4                | 2                | 0                | 3                | 0                | 37               | 4                |
| 2024             | 神戸             | 96               | J1               | 27               | 3                | 0                | 0                | 3                | 0                | 30               | 3                |
| 2025             | 長崎             | 5                | J2               |                  |                  |                  |                  |                  |                  |                  |                  |
| 通算             | 日本             | 日本             | J1               | 359              | 35               | 35               | 3                | 32               | 5                | 426              | 43               |
| 通算             | 日本             | 日本             | J2               | 58               | 2                | -                | -                | 1                | 0                | 59               | 2                |
| 通算             | ドイツ           | ドイツ           | ブンデス1部      | 6                | 0                | -                | -                | -                | -                | 6                | 0                |
| 総通算           | 総通算           | 総通算           | 総通算           | 423              | 37               | 35               | 3                | 33               | 5                | 491              | 45               |

その他の公式戦
- 2015年
  - J1昇格プレーオフ 2試合0得点
- 2016年
  - J1昇格プレーオフ 2試合0得点
- 2018年
  - FUJI XEROX SUPER CUP 1試合1得点
- 2020年
  - FUJI XEROX SUPER CUP 1試合1得点

| 国際大会個人成績 | 国際大会個人成績 | 国際大会個人成績 | 国際大会個人成績 | 国際大会個人成績 |
| 年度             | クラブ           | 背番号           | 出場             | 得点             |
| AFC              | AFC              | AFC              | ACL              | ACL              |
| ---------------- | ---------------- | ---------------- | ---------------- | ---------------- |
| 2011             | C大阪            | 6                | 2                | 0                |
| 2014             | C大阪            | 6                | 8                | 0                |
| 2018             | C大阪            | 6                | 4                | 0                |
| 2020             | 神戸             | 5                | 7                | 1                |
| 2022             | 神戸             | 5                | 6                | 0                |
| 2024-25          | 神戸             | 96               | 2                | 0                |
| 通算             | AFC              | AFC              | 29               | 1                |

その他の国際公式戦
- 2022年
  - AFCチャンピオンズリーグ2022・プレーオフ 1試合0得点
- 公式戦・Jリーグ初出場 - 2009年10月18日 J2第45節 愛媛FC戦（大阪長居スタジアム）
- 公式戦・Jリーグ初得点 - 2011年8月28日 J1第24節 浦和レッドダイヤモンズ戦（大阪長居スタジアム）

## タイトル

### クラブ
セレッソ大阪U-18
- JFAプリンスリーグU-18関西 - 2008年

セレッソ大阪
- Jリーグカップ：1回（2017年）
- 天皇杯全日本サッカー選手権大会：1回（2017年）
- FUJI XEROX SUPER CUP：1回（2018年）

ヴィッセル神戸
- J1リーグ：2回（2023年、2024年）
- 天皇杯 JFA 全日本サッカー選手権大会：2回（2019年、2024年）
- FUJI XEROX SUPER CUP：1回（2020年）

### 代表
U-21日本代表
- 広州アジア競技大会 -  2010年

日本代表
- 東アジアカップ - 2013年

### 個人
- JFAプリンスリーグU-18関西 MVP（2008年）
- 東アジアカップ MVP（2013年）
- Jリーグベストイレブン：3回（2013年、2017年、2023年）
- Jリーグ優秀選手賞：6回（2013年、2017年、2019年、2020年、2021年、2023年）
- J1リーグ月間ベストゴール賞：1回（2017年6月）
- J1リーグフェアプレー個人賞：1回（2020年）
- J2リーグ月間MVP：1回（2016年9月）

## 代表歴
- 国際Aマッチ初出場 - 2013年7月21日 EAFF東アジアカップ2013 vs中国代表（ソウルワールドカップ競技場）[1]
- 国際Aマッチ初得点 - 2015年8月5日 EAFF東アジアカップ2015 vs韓国代表（武漢体育中心）

### 出場大会
- U-17日本代表
  - 2007年 - 国際ユースサッカーin新潟
- U-21日本代表
  - 2010年 - 広州アジア競技大会
- U-22日本代表
  - 2011年 - ロンドン五輪アジア予選
- U-23日本代表
  - 2012年 - キリンチャレンジカップ、ロンドン五輪
- 日本代表
  - 2013年 - 東アジアカップ2013
  - 2014年 - 2014 FIFAワールドカップ
  - 2015年 - 東アジアカップ2015
  - 2016年 - 2018 FIFAワールドカップ・アジア3次予選
  - 2018年 - 2018 FIFAワールドカップ

### 試合数
- 国際Aマッチ 48試合 3得点（2013年 - 2019年）[1]

| 日本代表 | 国際Aマッチ | 国際Aマッチ |
| 年       | 出場        | 得点        |
| -------- | ----------- | ----------- |
| 2013     | 8           | 0           |
| 2014     | 7           | 0           |
| 2015     | 9           | 1           |
| 2016     | 6           | 1           |
| 2017     | 8           | 0           |
| 2018     | 7           | 0           |
| 2019     | 3           | 1           |
| 通算     | 48          | 3           |

### 出場
| No. | 開催日         | 開催都市         | スタジアム                             | 対戦国                 | 結果 | 監督                       | 大会                                                             |
| --- | -------------- | ---------------- | -------------------------------------- | ---------------------- | ---- | -------------------------- | ---------------------------------------------------------------- |
| 1.  | 2013年7月21日  | ソウル           | ソウルワールドカップ競技場             | 中国                   | △3-3 | アルベルト・ザッケローニ   | EAFF東アジアカップ2013                                           |
| 2.  | 2013年7月25日  | 華城             | 華城総合運動場                         | オーストラリア         | ○3-2 | アルベルト・ザッケローニ   | EAFF東アジアカップ2013                                           |
| 3.  | 2013年7月28日  | ソウル           | ソウル総合運動場                       | 韓国                   | ○2-1 | アルベルト・ザッケローニ   | EAFF東アジアカップ2013                                           |
| 4.  | 2013年8月14日  | 利府             | 宮城スタジアム                         | ウルグアイ             | ●2-4 | アルベルト・ザッケローニ   | キリンチャレンジカップ2013                                       |
| 5.  | 2013年9月10日  | 横浜             | 日産スタジアム                         | ガーナ                 | ○3-1 | アルベルト・ザッケローニ   | キリンチャレンジカップ2013                                       |
| 6.  | 2013年10月15日 | ジョジナ         | トルペド・スタジアム                   | ベラルーシ             | ●0-1 | アルベルト・ザッケローニ   | 国際親善試合                                                     |
| 7.  | 2013年11月16日 | ヘンク           | クリスタル・アレナ                     | オランダ               | △2-2 | アルベルト・ザッケローニ   | 国際親善試合                                                     |
| 8.  | 2013年11月19日 | ブリュッセル     | ボードゥアン国王競技場                 | ベルギー               | ○3-2 | アルベルト・ザッケローニ   | 国際親善試合                                                     |
| 9.  | 2014年3月5日   | 新宿             | 国立霞ヶ丘競技場陸上競技場             | ニュージーランド       | ○4-2 | アルベルト・ザッケローニ   | キリンチャレンジカップ2014                                       |
| 10. | 2014年5月27日  | さいたま         | 埼玉スタジアム2002                     | キプロス               | ○1-0 | アルベルト・ザッケローニ   | キリンチャレンジカップ2014                                       |
| 11. | 2014年6月2日   | タンパ           | レイモンド・ジェームス・スタジアム     | コスタリカ             | ○3-1 | アルベルト・ザッケローニ   | 国際親善試合                                                     |
| 12. | 2014年6月6日   | タンパ           | レイモンド・ジェームス・スタジアム     | ザンビア               | ○4-3 | アルベルト・ザッケローニ   | 国際親善試合                                                     |
| 13. | 2014年6月14日  | レシフェ         | アレナ・ペルナンブーコ                 | コートジボワール       | ●1-2 | アルベルト・ザッケローニ   | 2014 FIFAワールドカップ                                          |
| 14. | 2014年6月19日  | ナタール         | アレーナ・ダス・ドゥーナス             | ギリシャ               | △0-0 | アルベルト・ザッケローニ   | 2014 FIFAワールドカップ                                          |
| 15. | 2014年6月24日  | クイアバ         | アレーナ・パンタナール                 | コロンビア             | ●1-4 | アルベルト・ザッケローニ   | 2014 FIFAワールドカップ                                          |
| 16. | 2015年3月27日  | 大分             | 大分スポーツ公園総合競技場             | チュニジア             | ○2-0 | ヴァイッド・ハリルホジッチ | キリンチャレンジカップ2015                                       |
| 17. | 2015年6月11日  | 横浜             | 日産スタジアム                         | イラク                 | ○4-0 | ヴァイッド・ハリルホジッチ | キリンチャレンジカップ2015                                       |
| 18. | 2015年8月2日   | 武漢             | 武漢体育中心                           | 朝鮮民主主義人民共和国 | ●1-2 | ヴァイッド・ハリルホジッチ | EAFF東アジアカップ2015                                           |
| 19. | 2015年8月5日   | 武漢             | 武漢体育中心                           | 韓国                   | △1-1 | ヴァイッド・ハリルホジッチ | EAFF東アジアカップ2015                                           |
| 20. | 2015年8月9日   | 武漢             | 武漢体育中心                           | 中国                   | △1-1 | ヴァイッド・ハリルホジッチ | EAFF東アジアカップ2015                                           |
| 21. | 2015年9月3日   | さいたま         | 埼玉スタジアム2002                     | カンボジア             | ○3-0 | ヴァイッド・ハリルホジッチ | 2018 FIFAワールドカップ・アジア2次予選兼 AFCアジアカップUAE予選  |
| 22. | 2015年9月8日   | テヘラン         | アザディ・スタジアム                   | アフガニスタン         | ○6-0 | ヴァイッド・ハリルホジッチ | 2018 FIFAワールドカップ・アジア2次予選兼 AFCアジアカップUAE予選  |
| 23. | 2015年10月8日  | マスカット       | シーブ・スタジアム                     | シリア                 | ○3-0 | ヴァイッド・ハリルホジッチ | 2018 FIFAワールドカップ・アジア2次予選兼 AFCアジアカップUAE予選  |
| 24. | 2015年11月17日 | プノンペン       | プノンペン・オリンピックスタジアム     | カンボジア             | ○2-0 | ヴァイッド・ハリルホジッチ | 2018 FIFAワールドカップ・アジア2次予選兼 AFCアジアカップUAE予選  |
| 25. | 2016年3月29日  | さいたま         | 埼玉スタジアム2002                     | シリア                 | ○5-0 | ヴァイッド・ハリルホジッチ | 2018 FIFAワールドカップ・アジア2次予選兼 AFCアジアカップUAE予選  |
| 26. | 2016年9月6日   | バンコク         | ラジャマンガラ競技場                   | タイ                   | ○2-0 | ヴァイッド・ハリルホジッチ | 2018 FIFAワールドカップ・アジア最終予選                          |
| 27. | 2016年10月6日  | さいたま         | 埼玉スタジアム2002                     | イラク                 | ○2-1 | ヴァイッド・ハリルホジッチ | 2018 FIFAワールドカップ・アジア最終予選                          |
| 28. | 2016年10月11日 | メルボルン       | ドックランズ・スタジアム               | オーストラリア         | △1-1 | ヴァイッド・ハリルホジッチ | 2018 FIFAワールドカップ・アジア最終予選                          |
| 29. | 2016年11月11日 | 鹿嶋             | 茨城県立カシマサッカースタジアム       | オマーン               | ○4-0 | ヴァイッド・ハリルホジッチ | キリンチャレンジカップ2016                                       |
| 30. | 2016年11月15日 | さいたま         | 埼玉スタジアム2002                     | サウジアラビア         | ○2-1 | ヴァイッド・ハリルホジッチ | 2018 FIFAワールドカップ・アジア最終予選                          |
| 31. | 2017年3月23日  | アル・アイン     | ハッザーア・ビン・ザーイド・スタジアム | アラブ首長国連邦       | ○2-0 | ヴァイッド・ハリルホジッチ | 2018 FIFAワールドカップ・アジア最終予選                          |
| 32. | 2017年3月28日  | さいたま         | 埼玉スタジアム2002                     | タイ                   | ○4-0 | ヴァイッド・ハリルホジッチ | 2018 FIFAワールドカップ・アジア最終予選                          |
| 33. | 2017年6月7日   | 調布             | 味の素スタジアム                       | シリア                 | △1-1 | ヴァイッド・ハリルホジッチ | キリンチャレンジカップ2017                                       |
| 34. | 2017年8月31日  | さいたま         | 埼玉スタジアム2002                     | オーストラリア         | ○2-0 | ヴァイッド・ハリルホジッチ | 2018 FIFAワールドカップ・アジア最終予選                          |
| 35. | 2017年9月5日   | ブライダ         | キング・アブドゥッラー・スポーツシティ | サウジアラビア         | ●0-1 | ヴァイッド・ハリルホジッチ | 2018 FIFAワールドカップ・アジア最終予選                          |
| 36. | 2017年10月6日  | 豊田             | 豊田スタジアム                         | ニュージーランド       | ○2-1 | ヴァイッド・ハリルホジッチ | キリンチャレンジカップ2017                                       |
| 37. | 2017年11月10日 | リール           | スタッド・ピエール＝モーロワ           | ブラジル               | ●1-3 | ヴァイッド・ハリルホジッチ | 国際親善試合                                                     |
| 38. | 2017年11月14日 | ブルッヘ         | ヤン・ブレイデルスタディオン           | ベルギー               | ●0-1 | ヴァイッド・ハリルホジッチ | 国際親善試合                                                     |
| 39. | 2018年3月23日  | リエージュ       | スタッド・モーリス・デュフラン         | マリ                   | △1-1 | ヴァイッド・ハリルホジッチ | 国際親善試合                                                     |
| 40. | 2018年3月27日  | リエージュ       | スタッド・モーリス・デュフラン         | ウクライナ             | ●1-2 | ヴァイッド・ハリルホジッチ | 国際親善試合                                                     |
| 41. | 2018年5月30日  | 横浜             | 日産スタジアム                         | ガーナ                 | ●0-2 | 西野朗                     | キリンチャレンジカップ2018                                       |
| 42. | 2018年6月12日  | インスブルック   | ティヴォリ・シュターディオン           | パラグアイ             | ○4-2 | 西野朗                     | 国際親善試合                                                     |
| 43. | 2018年6月19日  | サランスク       | モルドヴィア・アリーナ                 | コロンビア             | ○2-1 | 西野朗                     | 2018 FIFAワールドカップ                                          |
| 44. | 2018年6月28日  | ヴォルゴグラード | ヴォルゴグラード・アリーナ             | ポーランド             | ●0-1 | 西野朗                     | 2018 FIFAワールドカップ                                          |
| 45. | 2018年7月2日   | ロストフ         | ロストフ・アリーナ                     | ベルギー               | ●2-3 | 西野朗                     | 2018 FIFAワールドカップ                                          |
| 46. | 2019年3月22日  | 横浜             | 日産スタジアム                         | コロンビア             | ●0-1 | 森保一                     | キリンチャレンジカップ2019                                       |
| 47. | 2019年11月14日 | ビシュケク       | スパルタク・スタジアム                 | キルギス               | ○2-0 | 森保一                     | 2022 FIFAワールドカップ・アジア2次予選兼 AFCアジアカップ2023予選 |
| 48. | 2019年11月19日 | 吹田             | 市立吹田サッカースタジアム             | ベネズエラ             | ●1-4 | 森保一                     | キリンチャレンジカップ2019                                       |

### ゴール
| No. | 開催日         | 開催都市 | スタジアム                 | 対戦国     | 結果 | 大会                                   |
| --- | -------------- | -------- | -------------------------- | ---------- | ---- | -------------------------------------- |
| 1.  | 2015年8月5日   | 武漢     | 武漢体育中心               | 韓国       | △1-1 | 東アジアカップ2015                     |
| 2.  | 2016年10月6日  | さいたま | 埼玉スタジアム2002         | イラク     | ○2-1 | 2018 FIFAワールドカップ・アジア3次予選 |
| 3.  | 2019年11月19日 | 吹田     | 市立吹田サッカースタジアム | ベネズエラ | ●1-4 | キリンチャレンジカップ2019             |

## 出演

### CM
- 日本ハム（2017年）[65]